# Студенческая площадь

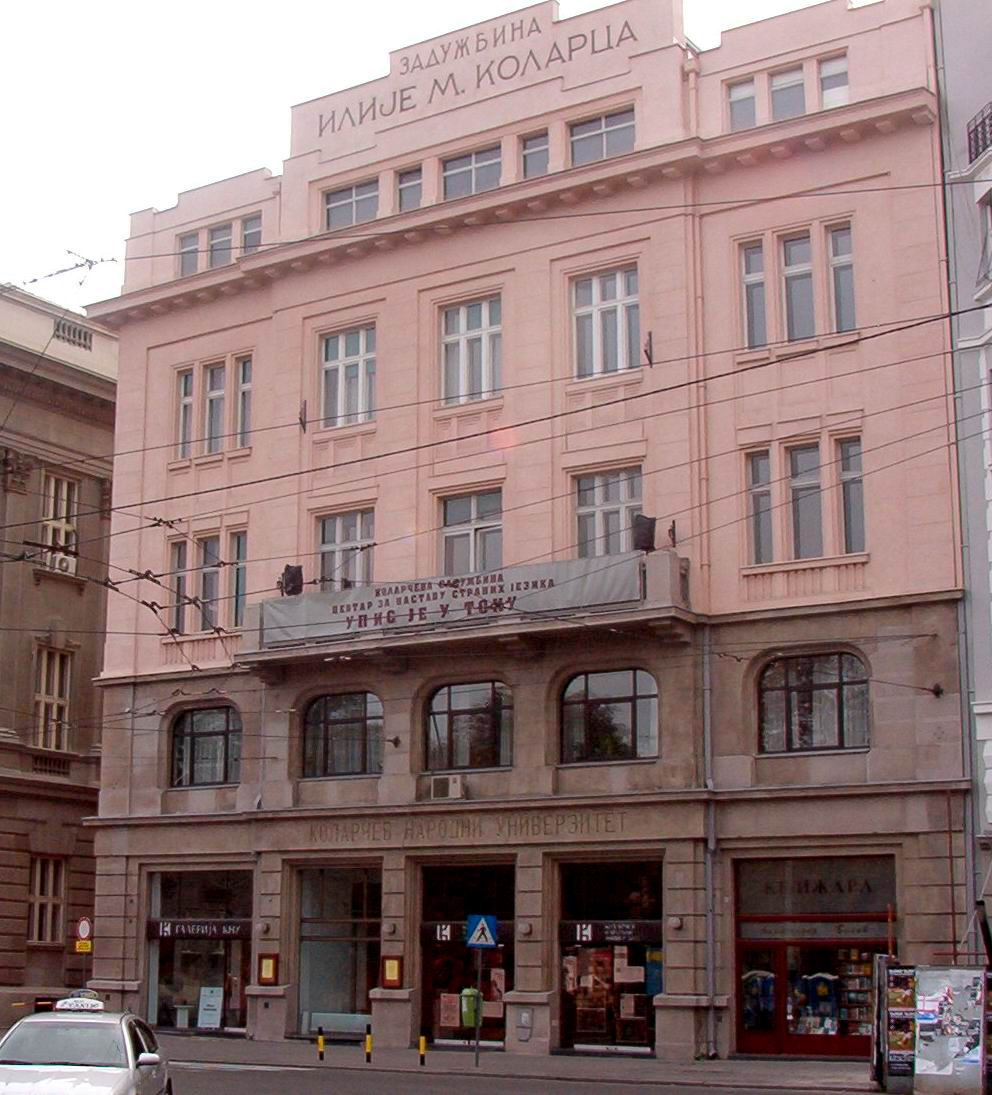
«Народный» университет Ильи Колараца

Студенческая площадь (серб. Студентски трг) — площадь и одноимённый квартал в центре Белграда, столице Сербии. Расположена в муниципалитете Стари-Град.

## Расположение
Студенческая площадь находится на полпути между Площадью Республики (на востоке) и Калемегданом (на западе). Квартал лежит вокруг Университетского (Академического) парка. К северу он простирается почти до квартала Дорчол, а пешеходная зона улицы Князя Михаила расположена к югу.

## Описание
Старейшая площадь в Белграде. Часть древнеримского города Сингидунум. Во времена Оттоманов до 1860-х годов она включала в себя турецкое кладбище. В 1824 году на том месте, где сейчас расположен Университетский парк, появился Базар, ставший впоследствии Великим рынком (серб. Велика пияца). При перепланировке Белграда в 1869 году, Студенческая площадь приобрела более правильную форму. Часть её осталась Рынком, а другая была отдана под парк. Тогда и сейчас наиболее красивым местом парка является Капитан-Мишино здание, возведённое в 1863 году.
После исчезновения рынка в 1927 году парк расширился. Памятник Йосифу Панчичу был установлен на площади в 1897 году, а Доситею Обрадовичу — в 1930 году. Памятник Йовану Цвиичу открылся в 1953 году.
На площади также находятся:

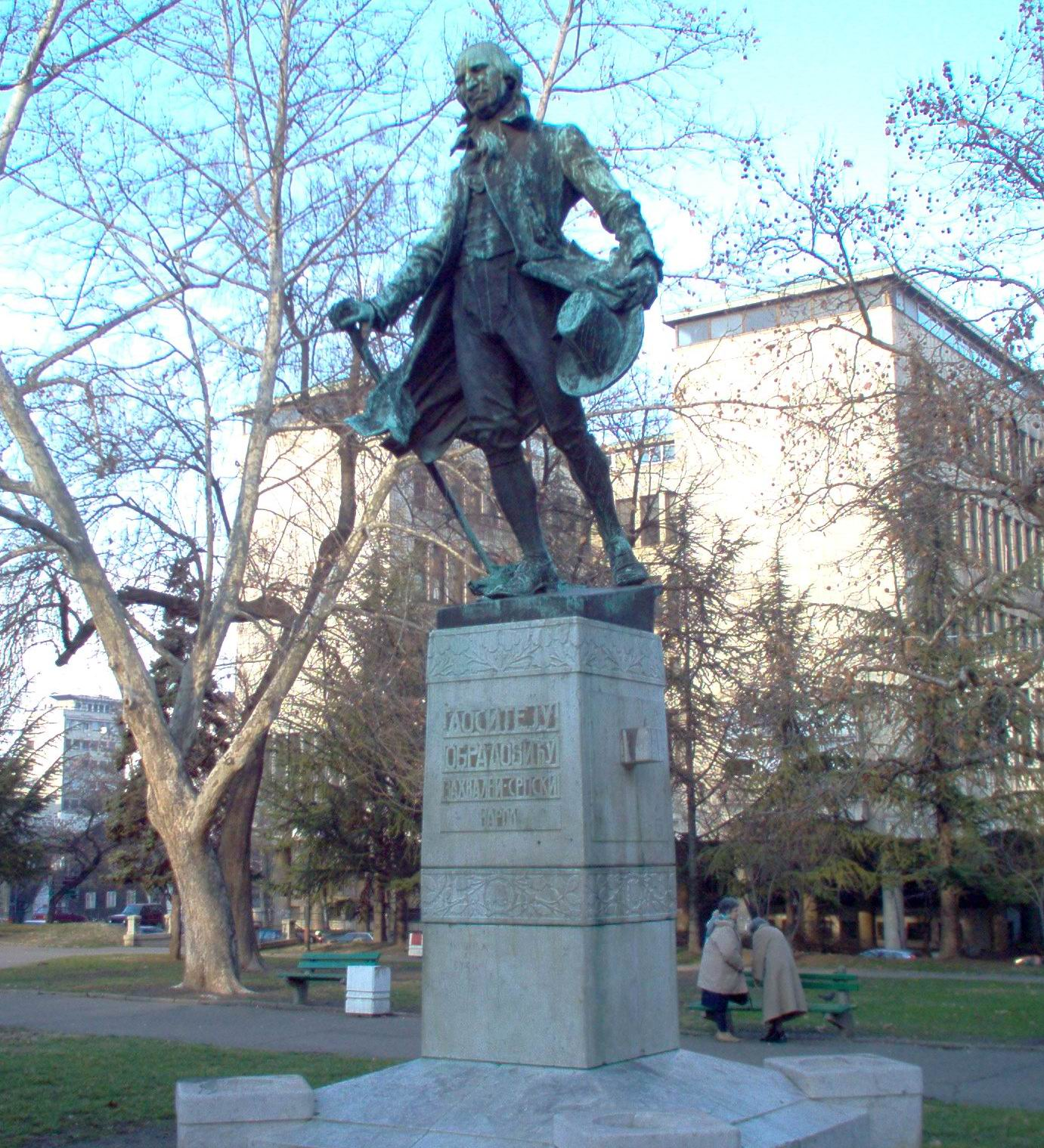
Памятник Доситею Обрадовичу

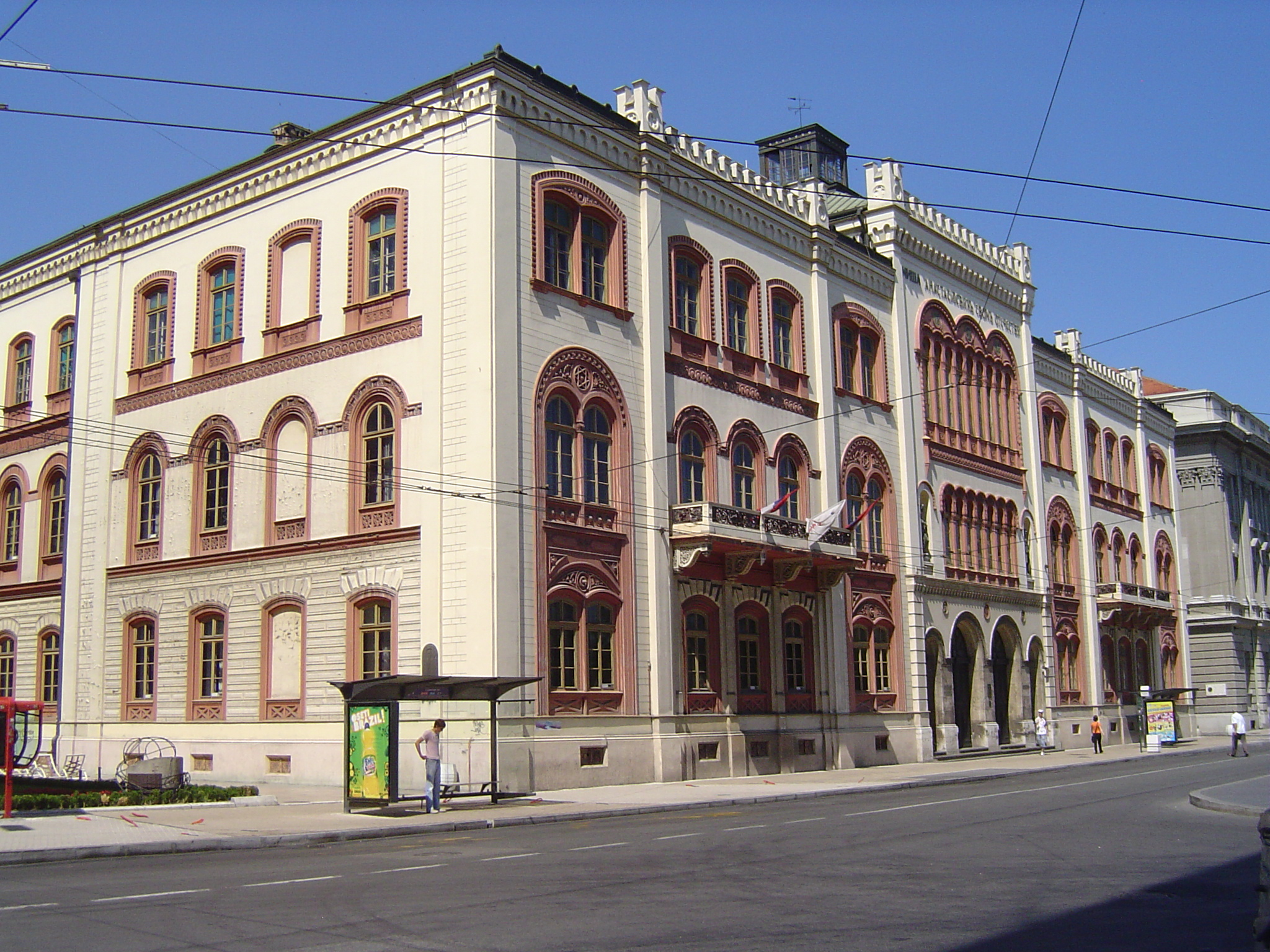
Капитан-Мишино здание, теперь ректорат Белградского университета

- Ректорат Белградского университета в Капитан-Мишином здании;
- Факультет естественных наук и математики;
- Факультет философии;
- Факультет филологии;
- Университет Коларца с концертным залом;
- Этнографический музей;
- Книжный магазин «Платон».